# Langstonia
Langstonia huilensis
Genre
Espèce
Synonymes
- † Sebecus huilensis Langston, 1965
- † Sebecosuchus huilensis Langston et Gasparini, 1997 (lapsus calami)

Langstonia est un genre fossile de crocodyliformes, un clade qui comprend les crocodiliens modernes et leurs plus proches parents fossiles. Il est rattaché au sous-ordre des Notosuchia (ou notosuchiens en français) et aux clades des Ziphosuchia et des Sebecosuchia et, plus précisément à la famille des Sebecidae.
Une seule espèce est rattachée au genre : Langstonia huilensis, décrite par Alfredo Paolillo et Omar J. Linares en 2007, et appelée précédemment Sebecus huilensis par Langston en 1965, modifié par erreur en Sebecosuchus huilensis par Langston et Gasparini en 1997.

## Étymologie
Le nom de genre Langstonia honore le paléontologue américain Wann Langston Jr., qui a décrit une première fois ces fossiles en 1965,.

## Découverte et datation

Essai de reconstitution du squelette de Langstonia huilensis avec, en brun, les os retrouvés.
La barre horizontale noire mesure 18.9 centimètres.

Les fossiles de Langstonia ont été découverts dans la formation géologique de Villavieja au Pérou. Ils ont été extraits de sédiments du Miocène moyen de la formation géologique du Santa Lucía, dans des niveaux stratigraphiques datés du Serravallien, soit il y a environ entre 13,82 et 11,63 millions d'années.
Il s'agit d'un prémaxillaire droit, et d'une partie du maxillaire, avec une dent, une partie de l'arrière du crâne et deux vertèbres.
De nombreux autres restes, principalement des dents, ont été rapportés au genre Sebecus ou au genre Langstonia en provenance de l'Éocène supérieur et de l'Oligocène de Colombie, ainsi que dans le Paléocène moyen du Brésil et le Miocène moyen du Pérou oriental.

## Description
Son prémaxillaire est plus haut et fin que celui de Sebecus icaeorhinus, il est couvert de fins sillons sur sa surface externe. Les deux premières dents du prémaxillaire sont petites, et c'est la quatrième dent qui est la plus grande (deux fois la taille de la troisième), ce qui est l'inverse chez S. icaeorhinus.
Un large diastème se situe après la quatrième dent où se place la quatrième dent de la mandibule qui mesure 3,5 cm de long. Son palais est étroit et ses narines s'ouvrent sur les côtés du museau. L'os dentaire est haut avec quatre alvéoles dentaires, les deux premières projetées vers l'avant et les deux suivantes, les plus grandes, verticales. Les dents de l'animal sont ziphodontes, c'est-à-dire hétérodontes, longues, comprimées latéralement, courbées et à bordure dentelée (crantée).
Les vertèbres sacrées retrouvées sont de type amphicoele (en forme de sablier) avec une épine neurale large et de forme rectangulaire. Ces vertèbres mesurent 10,7 cm de haut pour 5,5 cm de large.

## Classification
En 2014, Diego Pol et ses collègues conduisent une synthèse phylogénétique, intégrant les nombreux nouveaux genres et espèces découverts au début des années 2010. Elle compile plusieurs études phylogénétiques antérieures pour aboutir à une matrice incluant 109 Crocodyliformes et genres proches dont 412 caractères morphologiques sont étudiés. Les Notosuchia selon D. Pol et al. regroupent 45 genres et 54 espèces. Dans leur cladogramme, Langstonia est classé comme un Sebecosuchia de la famille des Sebecidae, dans une polytomie qui regroupe les trois anciennes espèces du genre Sebecus :
- S. querejazus devenue Zulmasuchus querejazui[1] ;
- S. huilensis devenue Langstonia huilensis[1] ;
- S. icaeorhinus qui est la seule espèce du genre Sebecus aujourd'hui considérée comme valide[7].